# Alex Capus
Alex Capus (született Alexandre Michel Ernest Capus) (Mortagne-au-Perche, 1961. július 23. –) svájci író.

## Élete
Alexandre "Alex" Capus Normandiában született francia apától és svájci anyától. Élete első öt évét Párizsban töltötte nagyapjával, aki a Quai des Orfèvres-en volt a rendőrségi vegyész. 1966-ban édesanyjával a svájci Oltenbe költözött. Történelmet, filozófiát és etnológiát tanult a Bázeli Egyetemen, és ezzel egyidőben (körülbelül 1986-tól 1995-ig) újságíróként dolgozott különböző svájci napilapoknál. Négy évig hazai szerkesztőként dolgozott a berni Svájci Hírügynökségnél.
Capus most szabadúszó íróként él Oltenben, francia-svájci kettős állampolgár, felesége Nadja Capus és öt fiú apja. 2009 novemberétől 2012 áprilisáig a Szociáldemokrata Párt elnöke volt Oltenben.

## Munkássága
1994-ben adta ki a Diese verfluchte Schwerkraft című könyvet. 1997-ben megjelent a Munzinger Pascha, egy "klasszikus" történet. Már ebben a regényben is utal történelmi eseményekre és Werner Munzinger svájci Afrika-kutatóra. A könyv egyfajta irodalmi életrajz. Az Eigermönchundjungfrau 1998-ban jelent meg. Ez a könyv 19 novellát tartalmaz. Egy másik novellagyűjtemény következett 2001-ben a Mein Studium ferner Welten címmel, amelyeket most a főszereplők kapcsolnak össze.
Ezután Capus 2002-ben kiadta Fast ein bißchen Frühling című regényét, mely a dokumentum és a narráció hibridje. Ebben a wuppertali Kurt Sandweg és Waldemar Velte történetét írja le, akik meg akarnak menekülni a náci rezsim uralma alól. Egy bankot kirabolva azonban menekülésük csak Bázelig viszi őket, ahol két helyi nővel is kapcsolatba kerülnek. A rendőrség hosszas vadászata után végül elkapják a két férfit.
2003-ban jelent meg a Glaubst du, daß es Liebe war? című, az eddigi munkái témáját elhagyó könyve. 2004-ben jelent meg a 13 wahre Geschichten (13 igaz történet) című történelmi miniatúrák gyűjteménye.
2005-ben jelent meg a Reisen im Licht der Sterne című tényregény, amelyben Capus nyomozóként követi nyomon Robert Louis Stevenson odüsszeiáját a Déli-tengeren keresztül. Leírja házassági és családi drámáit a szamoai dzsungelben és fáradságos mindennapjait a feltételezett paradicsomi szigeten. Végül Capus meg van győződve arról, hogy a skót költő és a Kincses sziget írója csak azért töltötte élete utolsó éveit a Déli-tengeren, mert ő maga is kincsvadászaton volt Tafahiban, Szamoa szomszédos kis szigetén. A művet lefordították angolra, olaszra, spanyolra és portugálra.
2006-ban a Capus kiadta a Patriarchen című portrégyűjteményt, amelyben tíz olyan nagy cégalapítót ábrázolt, mint Henri Nestlé, Rudolf Lindt, Julius Maggi és Carl Franz Bally. Minden esetben azt a pillanatot keresi, amelyben elképzelésük kikristályosodott, rákérdez, hogy milyen történelmi és társadalmi körülmények között jutottak el a világgazdasági hatalomig és megmutatja, hogy a vállalkozói kalandok mindig emberi kockázatokkal járnak, mint a szertefoszlott remények és családi tragédiák.
Az Eine Frage der Zeit című regénye 2007-ben jelent meg. Ebben három észak-német hajógyári munkás hiteles eseményeken alapuló kalandos történetét meséli el, akik 1913-ban kapnak megbízást a Goetzen gőzhajó különálló részekre történő szétszedésére és újra összeszerelésére a gyarmati Afrikában, a Tanganyika-tavon. Amikor kitört az első világháború, a szemközti parton állomásozó britek hirtelen ellenségekké váltak. Senki sem akar, de mindenkinek háborúznia kell, mert mindannyian koruk foglyai. A regény óriási sikert aratott Németországban, több mint 70.000 példányban kelt el és lefordították angolra, hollandra, norvégra, héberre, japánra és görögre.
2007 szeptemberében a Das Magazin cikket közölt a svájci ballonok úttörőjéről és Eduard Spelterini fényképészről. A szöveg rövidített kiadása az Eduard Spelterini – Fotografien des Ballonpioniers (Eduard Spelterini – A léggömb úttörőjének fényképei) című fotókönyvben jelent meg.
2009-ben megjelent Der König von Olten című kötete novellákat ötvöz sok helyi színnel szülővárosából. A címszereplő egy "Toulouse" nevű fekete-fehér macska.
A 2011 februárjában megjelent Léon und Louise című regényben Capus Léon és Louise szerelmi viszonyát meséli el apai nagyapja élettörténete alapján. Egyfajta szerelmi háromszögben, amely főleg Normandiában zajlik az első világháború idején, és Párizsban a második világháború idején, Léonnak csak felületesen sikerül elszakadnia Louise iránt érzett örök és mégis elérhetetlen szerelmétől. Capust ezért a könyvért jelölték a 2011-es Német Könyvdíjra.
Saját írásain kívül Capus lefordította németre John Fante négy regényét és John Kennedy Toole A Confederacy of Dunces című kultikus amerikai regényét.

## Művei
- Diese verfluchte Schwerkraft. Elbeszélések. Editions des copains, Olten 1994. (Saját kiadás); Újonnan megjelent: Eigermönchundjungfrau Diogenes, Zürich 1998 und dtv, München 2004.
- Munzinger Pascha. Regény. Diogenes, Zürich 1997; átdolgozott új kiadás: dtv, München 2003, ISBN 3-423-13076-8
  - Neuausgabe in: Eigermönchundjungfrau. Geschichten. Diogenes, Zürich 1998, ISBN 978-3-257-06161-1, und dtv, München 2004.
- Eigermönchundjungfrau. Történetek. Diogenes, Zürich 1998; átdolgozott új kiadás: dtv, München 2004, ISBN 3-423-13227-2
- Mein Studium ferner Welten. Ein Roman in 14 Geschichten. Residenz, Salzburg 2001; dtv, München 2003, ISBN 3-423-13065-2
- Fast ein bißchen Frühling. Regény. Residenz, Salzburg 2002; dtv, München 2004, ISBN 3-423-13167-5
- Glaubst du, daß es Liebe war? Regény. Residenz, Salzburg 2003; dtv, München 2005, ISBN 3-423-13295-7
- 13 wahre Geschichten. Historische Miniaturen. Deuticke, Wien 2004; dtv, München 2006, ISBN 3-423-13470-4
- Reisen im Licht der Sterne. Eine Vermutung. Regény. Knaus, München 2005; btb, München 2007, ISBN 978-3-442-73659-1, Új kiadás: Reisen im Licht der Sterne. Hanser, München 2015, ISBN 978-3-446-24899-1
- Patriarchen. Zehn Portraits. Knaus, München 2006; btb, München 2008, ISBN 978-3-442-73757-4[20]
- Eine Frage der Zeit. Regény. Knaus, München 2007; btb, München 2009, ISBN 978-3-442-73911-0
  - Idő kérdése – Gondolat, Budapest, 2022 · ISBN 9789635561308 · Fordította: Tatár Sándor
- Himmelsstürmer. Zwölf Portraits. Knaus, München 2008; btb, München 2010, ISBN 978-3-442-74075-8[21]
- Etwas sehr, sehr Schönes. Elbeszélések. dtv, München 2009, ISBN 978-3-423-08224-2
- Der König von Olten. Történetek. Knapp, Olten 2009, ISBN 978-3-905848-17-5
- Das Treffen in Brakel. Sie haben es in der Hand. Hat novella. Callwey, München 2010, ISBN 978-3-7667-1870-9
- Léon und Louise. Regény. Hanser, München 2011, ISBN 978-3-446-23630-1
  - Léon és Louise – Gondolat, Budapest, 2019 · ISBN 978-963-693-948-9 · Fordította: Tatár Sándor
- Der König von Olten kehrt zurück. Történetek. Knapp, Olten 2011, ISBN 978-3-905848-39-7
- Skidoo. Erzählung. Hanser, München 2012, ISBN 978-3-446-24084-1
- Der Fälscher, die Spionin und der Bombenbauer. Regény. Hanser, München 2013, ISBN 978-3-446-24327-9
- Mein Nachbar Urs. Geschichten aus der Kleinstadt. Hanser, München 2014, ISBN 978-3-446-24468-9
- Das Leben ist gut. Hanser, München 2016, ISBN 978-3-446-25267-7
- Königskinder. Hanser, München 2018, ISBN 978-3-446-26009-2
- Als Gottfried Keller im Nebel den Weg nach Hause nicht mehr fand. Harminchárom történet huszonkét évről. Knapp, Olten 2020, ISBN 978-3-906311-73-9
- Susanna. Hanser, München 2022, ISBN 978-3-446-27396-2
- Das kleine Haus am Sonnenhang. Hanser, München 2024, ISBN 978-3-446-27941-4

### Fordítások
- John Fante:[18] Ich – Arturo Bandini. Goldmann, München 2003, ISBN 3-442-54185-9
- John Fante: Warte bis zum Frühling, Bandini. Goldmann, München 2004, ISBN 3-442-54196-4
- John Fante: Warten auf Wunder. Goldmann, München 2006, ISBN 3-442-46122-7
- John Fante: 1933 war ein schlimmes Jahr. Blumenbar, Berlin 2016, ISBN 978-3-351-05031-3
- John Kennedy Toole:[19] Die Verschwörung der Idioten. Klett-Cotta, Stuttgart 2011, ISBN 978-3-608-93900-2
- James M. Cain: Der Postbote klingelt immer zweimal. Kampa, Zürich 2018, ISBN 978-3-311-12001-8

## Fordítás
- Ez a szócikk részben vagy egészben  az   Alex Capus című német Wikipédia-szócikk fordításán alapul.  Az eredeti cikk szerkesztőit annak laptörténete sorolja fel. Ez a jelzés csupán a megfogalmazás eredetét és a szerzői jogokat jelzi, nem szolgál a cikkben szereplő információk forrásmegjelöléseként.